# Sojuz MS-08
Sojuz MS-08 je ruská kosmická loď řady Sojuz. Start proběhl 21. března 2018 17:44 UTC kdy ji vynesla nosná raketa Sojuz-FG z kosmodromu Bajkonur k Mezinárodní vesmírné stanici (ISS), kam dopravila tři členy Expedice 55. Sloužila na ISS jako záchranná loď až do 4. října 2018, kdy se s ní stejná trojice kosmonautů vrátila na Zem.

## Posádka
Hlavní posádka:
- Oleg Artemyev (2), velitel, Roskosmos
- Andrew J. Feustel (3), palubní inženýr, NASA
- Richard R. Arnold (2), palubní inženýr, NASA

V závorkách je uveden dosavadní počet letů do vesmíru včetně této mise.